# GloRilla
Gloria Hallelujah Woods (nascida em Memphis, Tennessee, Estados Unidos, em 28 de julho de 1999), conhecida profissionalmente como GloRilla, é uma rapper norte-americana. Vindo de Memphis, Tennessee, ela se tornou conhecida por seu single de 2022 "FNF (Let's Go)" (com Hitkidd), que alcançou o top 50 da Billboard Hot 100 e foi indicada para Melhor Performance de Rap no 65º Grammy Awards. 
Seu single seguinte, "Tomorrow", gerou uma sequência remixada (com Cardi B) que se tornou seu primeiro hit no top dez da Billboard Hot 100 e recebeu certificação de platina dupla pela Recording Industry Association of America (RIAA). Ambas as músicas, junto com o single certificado como ouro "Blessed", precederam o lançamento de seu primeiro extended play (EP), Anyways, Life's Great, em novembro, que entrou na Billboard 200 na posição número 11. Ela ganhou o prêmio de Melhor Novo Artista de Hip-Hop no BET Hip Hop Awards de 2022 e venceu em uma categoria semelhante no iHeartRadio Music Awards de 2023.
Seus singles de 2024, "Ye Glo!" e "Wanna Be" (com Megan Thee Stallion), ambos alcançaram o top 40 da Billboard Hot 100 e precederam sua mixtape comercial de estreia, Ehhthang Ehhthang (2024), que alcançou a posição número 18 na Billboard 200. Seu terceiro single no top 40 daquele ano, "TGIF", precedeu seu primeiro álbum de estúdio Glorious (2024), que alcançou a quinta posição.